# Marlise Staehelin
Marlise Staehelin, Taufname Marie-Louise Rachel Halff (geb. 3. September 1927 in Basel; gest. 2. Mai 1991 in Jackadgery, Australien), war eine Schweizer Textil- und Objektkünstlerin und Kunstlehrerin.

## Leben und Werk
Marlise Staehelin war eine Tochter des Gérard Halff (1889–1939) und der Betty Halff-Epstein. Staehelin besuchte die Textilfachklasse bei Elsi Giauque an der Kunstgewerbeschule Zürich. Später unterrichtete Staehelin an der Allgemeinen Gewerbeschule Basel. Sie war eine wichtige Mentorin und Freundin ihrer ehemaligen Schülerin Françoise Grossen.
1973 nahm Marlise Staehelin an der 6. Biennales Internationales de la Tapisserie in Lausanne teil. Ab 1975 setzte sie sich in Plastiken und Installationen, für die sie Zeitungspapier verwendete, intensiv mit dem Problem der Informationsflut, der Macht der Medien und der Ubiquität der Zeitung auseinander. Ab den frühen 1980er-Jahren arbeitete sie mit Filz. In der Folge schuf sie u. a. 1983/1984 die grossflächige Rauminstallation Öffnung.
Marlise Staehelin stellte ihre Werke in Gruppenausstellungen aus, so 1978 an der Materializzazione del linguaggio während der Biennale di Venezia.